# بازگشت به دسامبر
بازگشت به دسامبر (به انگلیسی: Back to December) ترانه‌ای از تیلور سوئیفت خواننده و ترانه‌سرای آمریکایی است.